# بريت سالزبوري
بريت سالزبوري (بالإنجليزية: Brett Salisbury)‏ هو لاعب كرة قدم أمريكية أمريكي، ولد في 11 أكتوبر 1968 في دايتون في الولايات المتحدة.